# Godt klaret
Godt klaret er en dansk stum komediefilm fra 1911 produceret af Nordisk Films Kompagni og instrueret af William Augustinus efter manuskript af Edward Jacobsen.

## Handling
Tøffelhelten Krog er i syv sind. Han har modtaget en invitation til en festlig aften med sine venner, men er overbevist om, at hans kone siger nej. Heldigvis dukker løsningen op i form af vennen Tim og hans kone, der uanmeldt kommer på besøg med overnatning. Mens kvinderne allernådigst får tilbudt soveværelset, hopper Krog og Tim i gæstelagenerne, så de ubemærket kan snige sig ud, så snart fruerne er faldet i søvn. Mon de når hjem i seng i tide?

## Medvirkende
- Lauritz Olsen - Grosserer Krog
- Frederik Buch - Tim, Krogs ven
- Elna From - Stuepige
- Ellen Kornbeck
- Julie Henriksen
- Franz Skondrup